# Barragem de Bin el Ouidane

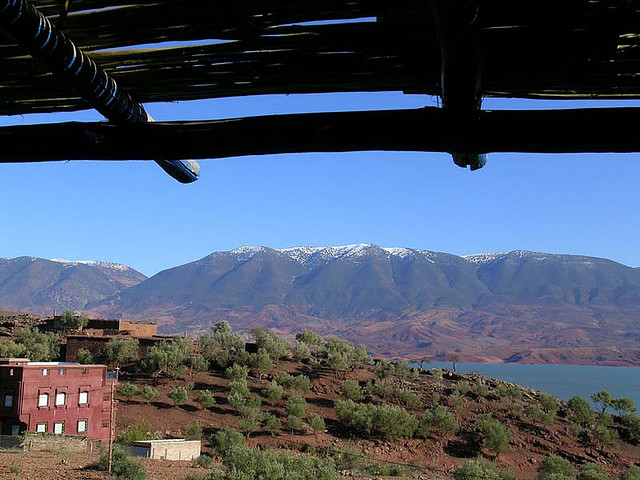
Vista das margens da albufeira

A barragem de Bin el Ouidane (em árabe: سد بين الودان) é uma represa situada no centro de Marrocos, na província de Azilal da região de Tadla-Azilal.
Situa-se na cordilheira do Atlas, na zona em que estas mudam o nome de Médio Atlas, a norte, para Alto Atlas, a sul, no vale escavado pelo oued el-Abid, um afluente do Morbeia (Oum Er R'bia), um dos maiores rios de Marrocos. A região é muito acidentada, com encostas agrestes muito íngremes, que só são arborizadas junto ao grande lago formado pela barragem. Bin el Ouidane, a aldeia que lhe dá o nome situa-se um quilómetro a oeste da barragem. A cota máxima da albufeira situa-s a 783 metros de altitude. A barragem drena grande parte da água das vertentes norte do Alto Atlas central, cujos cumes mais altos ultrapassam os 4 000 m de altitude.
A barragem foi inaugurada foi construída entre 1949 e 1953, quando ainda vigorava o Protetorado Francês de Marrocos, e tem a função dupla de produção de energia elétrica e de irrigação. Alegadamente é a barragem em arco mais alta de África. É a maior barragem hidroelétrica de Marrocos em termos de produção de eletricidade. A água represada alimenta uma vasta rede de irrigação, que se prolonga por 125 km e cobre 65 000 ha de terrenos agrícolas, na planície de Tadla, mais especificamente na planície de Beni Moussa, na margem esquerda do Morbeia.
A construção da barragem foi um dos primeiros e maiores empreendimentos do ambicioso programa de irrigação iniciado nos anos 1940. A política do governo marroquino no início dos anos 1960 pretendia que a rede de irrigação nacional atingisse um milhão de hectares. No entanto, apesar do grande número de barragens, o país debate-se com alguns problemas nessa área, nomeadamente a seca e o enchimento das albufeiras com lama, o que afeta a retenção das águas.[carece de fontes?]
A construção da barragem resultou na modificação substancial das terras da região de Beni Mellal, antes semelhantes às das planícies de fosfato, áridas e improdutivas, sejam atualmente das mais férteis de Marrocos. As técnicas agrícolas de afolhamento e rotação de culturas usadas contribuem para  produções anuais de 135 000 toneladas de açúcar de beterraba, 13 milhões de litros de leite, além de trigo e uma variedade de algodão de fibra longa muito apreciado.

## História
Os primeiros estudos in situ para a exploração hidroelétrica do oued el-Abid, o principal afluente do Morbeia, foram iniciados em 1929. Nas vésperas da Segunda Guerra Mundial, a empresa Énergie Électrique du Maroc e os poderes públicos decidiram construir a barragem, mas o projeto só entrou na sua fase ativa após o fim da guerra.[carece de fontes?]
No início de 1948, a SGE e a Entreprise Fougerolle pour Travaux Publics ganharam o concurso para adjudicação das obras de construção da barragem. Para isso formaram um consórcio, a Entreprise de Construction du Barrage et de l’Usine de Bin-el-Ouidane (ECBO). O ambicioso projeto, cujas obras arrancaram em 1949, tinha como objetivo construir a central hidroelétrica mais potente de Marrocos, capaz de fornecer 600 mil milhões * de kW-h, o que representava dois terços da eletricidade de origem hídrica produzida em Marrocos. Além disso, deveria poder irrigar 112 000 ha.[carece de fontes?]
A peça central do conjunto projetado era a barragem Bin el Ouidane, projetada pelo atelier Coyne et Bellier, com um paredão de 133 metros de altura por 290 metros de comprimento na crista, 28 m de espessura na base e 5 m no topo. Durante muito tempo foi a barragem mais alta de África. O  descarregador de cheias em forma de salto de esqui tem capacidade para caudais de 2 500 m³/s. A albufeira ocupa uma área de 3 735 ha quando totalmente cheia, o que corresponde a 1 384 m³ de volume.
A exploração hidroelétrica conta com duas centrais geradoras, uma junto à barragem de Bin el Ouidane e outra em Afourer, a norte. Esta última central é alimentada pela barragem secundária de Aït Ouarda, que é alimentada através duma galeria subterrânea com 10,6 km de extensão sob o Jbel Tazerkount (1 704 m de altitude). O desnível total entre Bin el Ouidane e a central de Afourer é 225 metros.